# Délirium Café
Délirium Café – bar piwny, piwiarni, pubu w Brukseli, w którego asortymencie jest ponad 2400 piw z całego świata. W styczniu 2004 lokal został wpisany do Księgi Rekordów Guinnessa jako miejsce, w którym ówcześnie oferowano 2004 piwa z ponad 60 krajów. Ściany bary udekorowano zdjęciami najbardziej znamienitych gości, ludzi estrady i polityki.

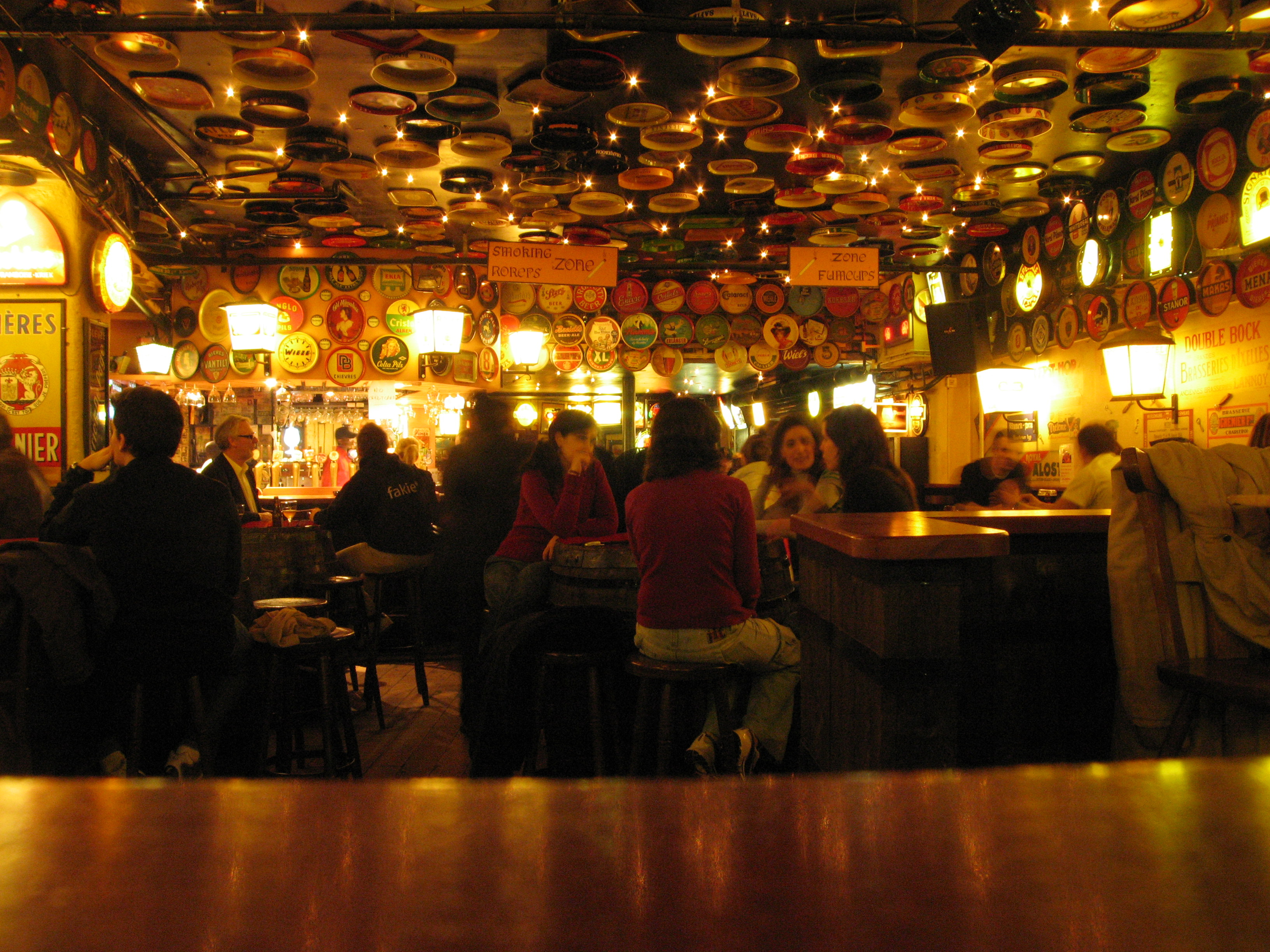
Wnętrze baru

Bar znajduje się w ślepej uliczce Impasse de la Fidélité / Getrouwheidsgang, jednej z bocznych ulic prowadzącej od słynącej z licznych restauracji Rue des Bouchers / Beenhouwersstraat, oraz kilkaset metrów od brukselskiego rynku Grand Place.
Nazwa baru pochodzi od nazwy piwa Delirium Tremens, którego symbol różowego słonia dekoruje wejście do baru.
Naprzeciwko baru usytuowano pomnik siusiającej dziewczynki – Jeanneke Pis, która jest przeciwieństwem światowej sławy symbolu Brukseli – Manneken Pis.
Funkcjonuje też na prawach franczyzy szereg barów o tej nazwie w świecie, m.in. w Amsterdamie, Göteborgu (ponad 2500 piw), Nowym Orleanie, Rio de Janeiro, Rzymie, São Paulo i Tokio. W 2014 otwarto lokal Délirium Café w Warszawie, które nie jest oficjalną franczyzą a jedynie posługuje się zbliżoną nazwą2022-06.